# Чотирнадцятий мікрорайон

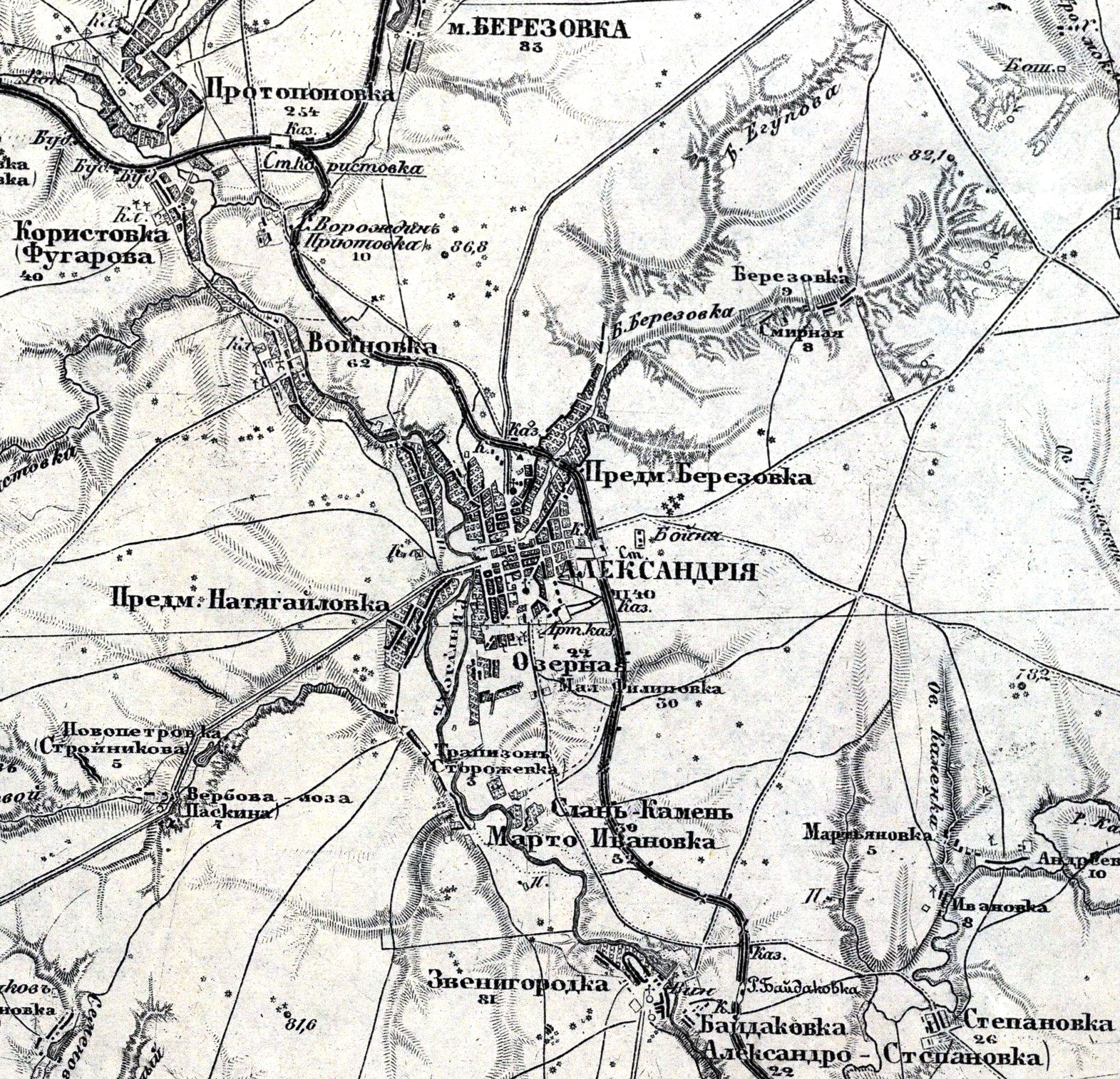
Олександрія і довколишні населені пункти на мапі початку ХХ ст.

План Олександрії початку ХХ ст.

Чотирнадцятий мікрорайон (колишня назва Головківський куток, колишня частина передмістя Натягайлівки) — заселена місцевість у місті Олександрія.

## Розташування
Чотирнадцятий мікрорайон знаходиться на правому березі Інгульця, і є крайньою північно-західною околицею міста. З лівим берегом, де розташовується центр й мешкає більшість населення міста район сполучається мостом, між вулицями Поштовою і Козацький шлях, та пішохідними мостами на північ від нього. На півдні, межа з П'ятнадцятим мікрорайоном пролягає по вулиці Знам'янській. На північ від мікрорайону знаходиться село Войнівка, до якого прямує автомобільна дорога.

## Історія
Місцевість, так само як і територія П'ятнадцятого мікрорайону є заселеною принаймні з першої половини ХІХ сторіччя. У ХІХ ст. разом з нинішнім П'ятнадцятим мікрорайоном складала передмістя Натягайлівка.
На початок ХХ сторіччя західною межею забудови району була вулиця Нижня Польова, відразу за нею в південній частині району починалося кладовище, яке збереглося до сьогодні. Сучасна головна вулиця району Олексія Скічка, в той час мала назву Нижньо-Головківська, а паралельною їй була і є вулиця Верхньо-Головківська.
Місцевість також називалася Головківським кутком, від прізвища місцевого землевласника.
Сучасну назву місцевість отримала у 1920-ті роки, коли все місто було розділене на кутки, або ж мікрорайони, кожен зі своїм номером. Але номерні назви закріпилася лише за 14-тим і 15-тим з них. Також у часи СРСР побутувала назва місцини — «Радянський мікрорайон».

## Опис
Мікрорайон являє собою майже суцільну приватну одноповерхову житлову забудову, серед якої трапляється кілька крамниць. Більшість будинків збудовано за радянського періоду, до початку 1980-тих рр. На північному заході району розташовується старий полігон побутових відходів, колишній кар'єр. На вулиці Олексія Скічка діє міське поштове відділення № 2. Також на цій вулиці, в сторону Інгульця, знаходиться старий цегельний завод, у якому в період німецької окупації діяв табір для радянських військовополонених. В пам'ять про жертв цього табору на вулиці Скічка встановлено пам'ятник.
|                                                                                           |  |
| Пам'ятник військовополоненим, що утримувалися в концтаборі на території цегельного заводу |  |